# Mauvezin, Hautes-Pyrénées
Mauvezin là một xã thuộc tỉnh Hautes-Pyrénées trong vùng Occitanie tây nam nước Pháp. Xã này nằm ở khu vực có độ cao từ 297-574 mét trên mực nước biển.